# Tilburguniversitetet

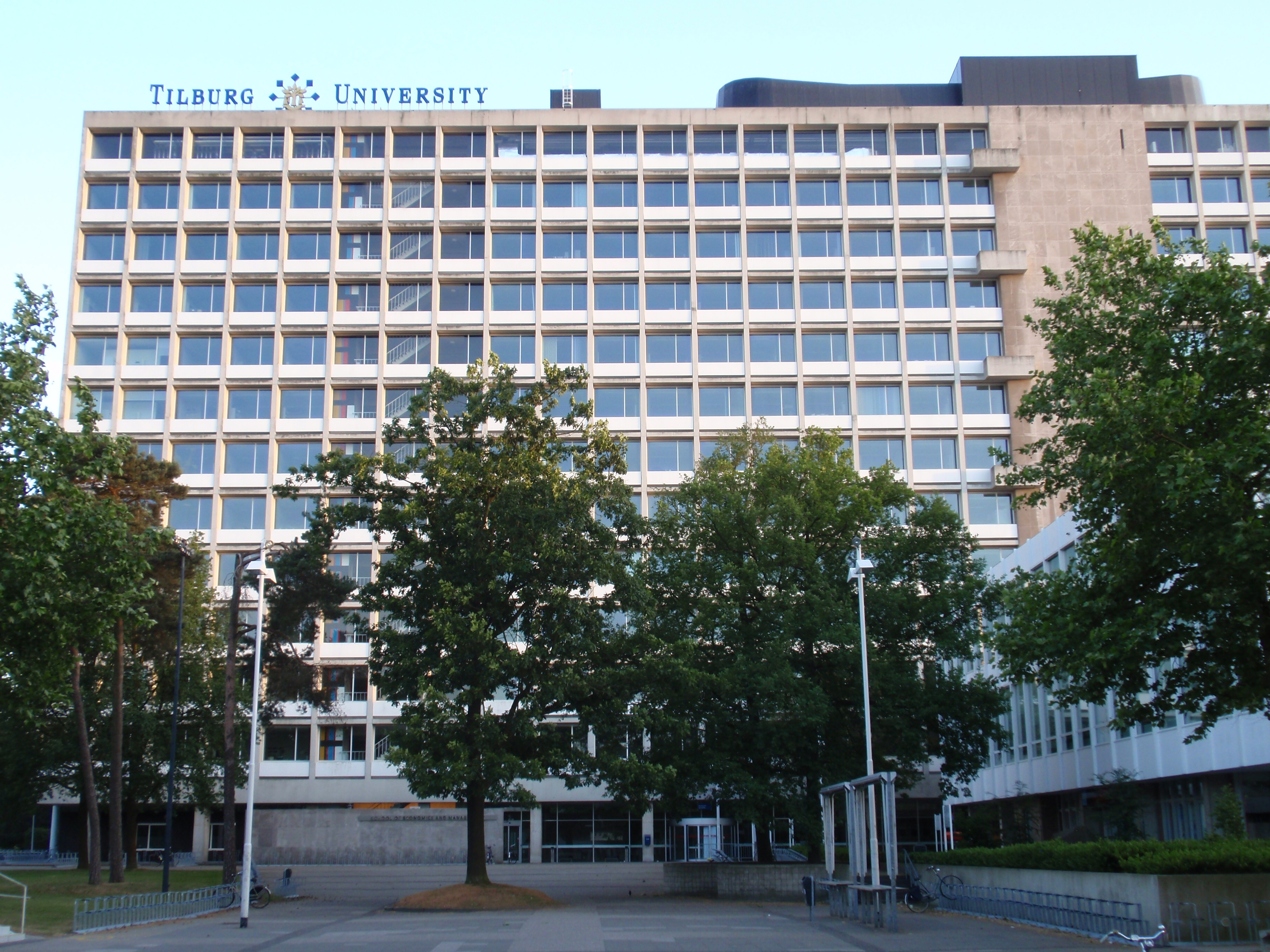
Tilburguniversitetet

Tilburguniversitetet (nl. Universiteit van Tilburg) är ett universitet som ligger i den nederländska provinsen Noord-Brabant i staden Tilburg som grundades år 1927. Universitetet har totalt 13 000 inskrivna studenter (2010).